# Dermocystida
Dermocystida o Rhinosporideacae es un orden de protistas de la clase Ichthyosporea. Son generalmente parásitos de animales que forman endosporas esféricas de diámetro de 2-20 µm. De las endoporas se liberan zoosporas, células dispersivas generalmente con un único flagelo en posición posterior. Las zoosporas infectan nuevos huéspedes y se convierten en quistes, creciendo en tamaño y dando lugar a nuevas endosporas. Las mitocondrias tienen crestas planas.

## Especies
- Amphibiocystidium ranae.
- Amphibiothecum penneri.
- Dermocystidium.
- Rhinosporidium seeberi.
- Sphaerothecum destruens.[1]